# Antenne collectrice
Pour les articles homonymes, voir Antenne.

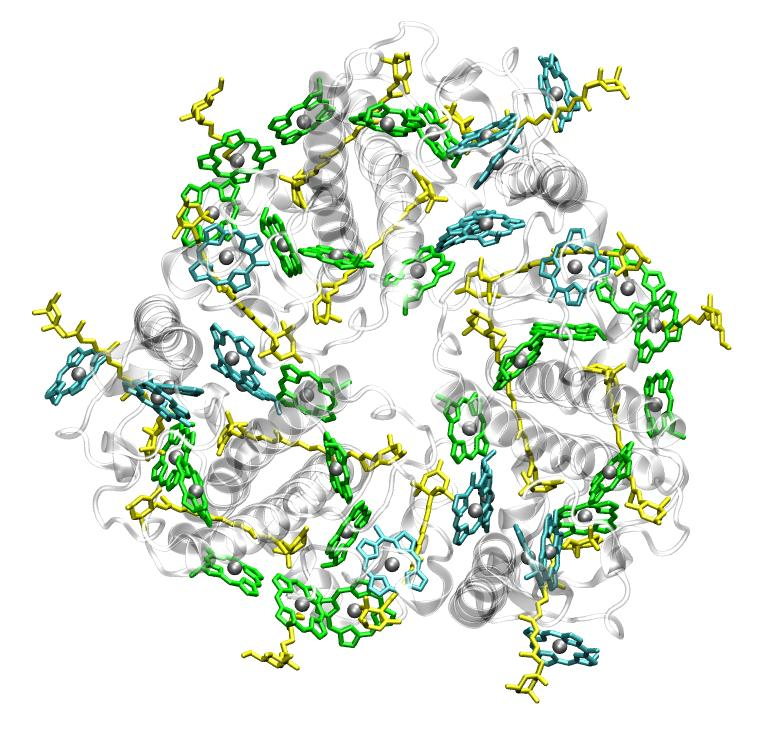
Structure tri-dimensionnelle d'une antenne collectrice associée au photosystème II chez une plante.

Une antenne collectrice est un ensemble de pigments photosynthétiques et de protéines associés à la chlorophylle a dans la membrane des thylakoïdes. Ces pigments surnuméraires sont capables de capter des photons de longueur d'onde variée qui excitent leurs électrons périphériques et transmettent leur état excité aux centres réactionnels des photosystèmes (transmission aux chlorophylles a qui cèdent l’électron excité au premier accepteur de la chaîne photosynthétique).
L'adaptation chromatique complémentaire est la propriété de cyanobactéries et plantes de moduler le contenu pigmentaire de leurs antennes collectrices en réponse à des variations de la qualité spectrale de la lumière. 